# شوكة الصوفي
شوكة الصوفي هي قرية تقع شرق مدينة رفح في غزة، وترتفع عن البحر حوالي ثمانون مترا مساحتها تناهز الخمسة عشر كيلو متر مربع.

## التاريخ
الشوكة في الأساس منطقة حجر لبعض القبائل البدوية سميت بهذا الاسم على اسم أحد فرسان الترابين ويسميها السكان تحببا برجل البحر
عاش سكان الشوكة حياة بدوية قاسية نسبيا خصوصا بسبب شحة الماء حيث كانوا ينقلونه من مدينة رفح على ظهور الجمال والحمير
مرت قرية الشوكة بتغييرات جذرية بعد اتفاقية أوسلو حيث تم اقتطاع كيلو متر عرض بطول ثلاثة كيلو مترات من أراضيها لإنشاء مشروع مطار ياسر عرفات الدولي
تم نقل السكان لمنطقة اليهودية{قطعة أرض من ضمن أراضي الشوكة}بعد تعويضهم
تم توصيل الماء والكهرباء للسكان بعد إنشاء المطار وبدأ الكثير من سكان رفح رفح في النتقال للشوكة
وانشئ في القرية مدرسة ابتدائية ومركز رعاية صحية
كانت في الماضي اراضي خالية يسكنها القليل من العائلات ليرعوا اراضيهم؛ أما في العقد الأخير تضاعف عدد السكان حتى بلغ 15000 نسمة. ينشط سكانها في زراعة اللوزيات والحمضيات والزتون والخضروات والصبر.